# Alexera barii
Alexera barii är en skalbaggsart som först beskrevs av Henri Jekel 1861.  Alexera barii ingår i släktet Alexera och familjen långhorningar.
Artens utbredningsområde är:
- Guyana.
- Surinam.

Inga underarter finns listade i Catalogue of Life.